# Гоше V де Шатійон
Гоше (Готьє) V де Шатійон (фр. Gaucher V de Châtillon; пом. 1329) — сеньйор де Шатійон, де Кресі, де Круассі, де Маріньї, граф де Порсеан, конетабль Шампані (1286—1302) та Франції (з 1302 року). Був конетаблем при шести королях Франції.

## Біографія
Син Гоше IV де Шатійона й Ізабелли де Віллардуен. У деяких генеалогічних дослідженнях зазначено, що він народився близько 1249 року. Однак сайт Medieval Lands вказує, що весілля його батьків відбулося до 1258 року, і тим самим мається на увазі, що їх старший син не міг народитися раніше. На це ж вказує і дата одруження самого Гоше V (не раніше 1276).
У 1286 році призначений Філіппом IV Вродливим конетаблем Шампані.
У червні 1297 року розгромив у Луппі-сюр-Луазона військо графа Генріха III де Бара, що вторглося в Шампань, союзника Едуарда I в англо-французькій війні .
У 1302 брав участь у битві при Куртре, після якої був призначений конетаблем Франції на місце загиблого Рауля де Неля. На цій посаді служив шести французьким королям. У 1304 був одним із командувачів у битві при Мон-ан-Певель .
У 1307 супроводжував спадкоємця Філіппа принца Людовика в Наварру, 1 жовтня провів його коронацію в Памплоні, а потім керував успішними військовими діями проти арагонських військ, що вторглися в Наварру. Під час правління Людовіка X був одним із головних державних діячів; був призначений до душоприказників короля. 12 липня 1316 присік спробу захоплення регентства Карлом Валуа, якого підтримували Карл де Ла Марш та Гі де Сен-Поль, що захопили королівський палац Сіте. Зібравши озброєний загін, конетабль пригрозив зламати ворота і взяти будівлю штурмом, якщо змовники не здадуться.
Був призначений опікуном майбутньої дитини королеви Клеменції Угорської та головою ради вельмож при регенті Філіппі де Пуатьє. Надав Філіппу значну підтримку у питанні про престолонаслідування після смерті Іоанна I та усунення від прав на спадкування корони доньки Людовіка X Жанни Наваррської .
Брав участь у коронаціях Філіппа V у 1317 році та Карла IV у 1322 році. Був одним із душоприказників останнього і брав участь у обранні Філіппа VI королем Франції.
У ході фламандської війни зробив великий внесок у перемогу при Касселі в 1328 році.

## Сім'я
1-ша жінка (1276/1281): Ізабелла де Дре (1264/1265 — 1310), дочка Роберта де Дре, сеньора де Бе, та Ізабелли де Вільбеон
Діти:
- Гоше VI де Шатійон (пом. 1325), граф де Порсеан.
- Жан I де Шатійон (бл. 1290—1393), сеньйор де Шатійон .
- Гуго I де Шатійон (пом. 1336), сеньйор де Розуа-ан-Тьєраш, Понтарсі, Класі.
- Жанна де Шатійон (пом. 1354). Чоловік (до 1305): Готьє V де Брієнн, граф де Брієнн і ді Лечче, герцог Афінський (бл. 1278—1312)
- Марія де Шатійон (пом. після 1318). Чоловік (1308): Гішар VI, сеньйор де Боже (пом. 1331)
- Ізабелла де Шатійон . Абатиса в Нотр-Дам-де-Суассон.

2-га дружина (1301): Елісенда де Вержі (пом. до 1312), дочка Жана де Вержі, сеньйора де Мірбо і де Фуван, і Маргарити де Нуайє, вдова Генріха II, графа де Водемона
Син:
- Гі де Шатійон (пом. 1362), сеньйор де Ла Фер-ан-Тарденуа.

3-тя дружина (1312): Ізабелла де Рюміньї (1263—1325), дочка Гуго, сеньйора де Рюміньї, вдова Тібо II Лотаринзького

## Гоше V де Шатійон у мистецтві
Гоше V де Шатійон є одним із героїв циклу історичних романів «Прокляті королі» французького письменника Моріса Дрюона .

### Кінематограф
- Жан Шевріє в мінісеріалі «Прокляті королі» (1972)
- Вадек Станчак в мінісеріалі «Прокляті королі» (2005)